# Балоян, Саркис Грачяевич
Саркис Грачяевич Балоян (арм. Սարգիս Հրաչյայի Բալոյանը; 24 августа 1992, Владикавказ, Россия) — российский и армянский футболист, нападающий клуба «Старт» (Ейск).

## Биография
С пяти до десяти лет занимался тхэквондо, был чемпионом Юга России. Футболом начал заниматься в школе «Юность» во Владикавказе, первым тренером был Валерий Павлович Семёнов. Через два года отправился в Беслан, в частную школу ФАЮР, затем в четырнадцать-пятнадцать лет уехал в филиал Школы бразильского футбола в Кабардинке, в которой пробыл восемь месяцев, но из-за семейных обстоятельств вернулся в ФАЮР, где за полгода до выпуска получил сильную травму паха, ввиду чего пропустил год и два месяца. Кроме того, в шестнадцать лет был на просмотре в школе «Андерлехта».
В составе клуба «Беслан-ФАЮР» дебютировал во втором дивизионе в сезоне 2011/12 — провёл 16 матчей. В сезоне 2012/13 провёл 9 матчей и забил 2 гола за клуб «Алания-Д». С 2013 по 2015 выступал в Армении за «Пюник» и «Бананц», становился Чемпионом Армении и Обладателем Кубка, привлекался в сборную Армении (до 21). После возвращения в Россию выступал за любительские коллективы «Кубанская корона» (Шевченко) и павловский «Кубань Холдинг». В 2018 провёл 10 матчей за армянский «Арцах». С 2019 выступает за возрождённую болельщиками и бывшими игроками клуба краснодарскую «Кубань», после чего снова перешёл в «Кубань Холдинг». С 2020 году игрок «Вест Армении».

## Достижения

### Командные достижения
«Пюник»
- Чемпион Армении (1): 2014/2015
- Обладатель Кубка Армении по футболу (2): 2012/2013, 2013/2014

«Бананц»
- Обладатель Кубка Армении по футболу (1): 2015/2016